# Barańce (województwo mazowieckie)
Barańce – wieś w Polsce, w województwie mazowieckim, w powiecie przasnyskim, w gminie Krasne.
Wieś wchodzi w skład sołectwa Pęczki-Kozłowo.
Do 2023 miejscowość była częścią wsi Pęczki-Kozłowo.
Wierni Kościoła rzymskokatolickiego należą do parafii św. Mateusza w Zielonej.
Do 1954 roku siedziba wiejskiej gminy Bartołdy. W latach 1975–1998 miejscowość administracyjnie należała do województwa ciechanowskiego.